# Irving Robbin
Irving Robbin, né le 1er février 1918 et mort le 30 décembre 2010 à New York, est un compositeur américain.

## Filmographie
- 1951 : Tales of Tomorrow (série télévisée)
- 1959 : Miracle on 34th Street (TV)
- 1970 : La Force du destin ("All My Children") (série télévisée)
- 1973 : The ABC Afternoon Playbreak (série télévisée)
- 1975 : Ryan's Hope (série télévisée)
- 1978 : Leave Yesterday Behind (TV)
- 1988 : Later with Bob Costas (série télévisée)
- 1989 : Live with Regis and Kathie Lee (série télévisée)
- 1992 : Mr. Cooper et nous ("Hangin' with Mr. Cooper") (série télévisée)
- 1994 : Later with Greg Kinnear (série télévisée)
- 1994 : Extra (série télévisée)